# Jens-Peter Behrend
Jens-Peter Behrend (* 1945) ist ein deutscher Drehbuchautor, Filmproduzent, Regisseur und Theaterleiter.
Behrend studierte Soziologie, Amerikanistik und Theaterwissenschaft und war von 1974 bis 1980 Redakteur beim Sender Freies Berlin. Seitdem ist er freiberuflich als Drehbuchautor und Regisseur zahlreicher Dokumentationsfilme und Fernsehspiele tätig, unter anderem bei ARD und ZDF. Er war Regisseur einiger Episoden bei Produktionen wie Terra X, Sphinx – Geheimnisse der Geschichte (1 Folge, 1996), Imperium, Das Bibelrätsel, Löwenzahn (8 Folgen, 2006–2009) und Siebenstein (1988). Als Produzent war Behrend unter anderem bei Tatort (5 Folgen, 1977–1984) tätig, wo er sich auch als Drehbuchautor verdingte (2 Folgen, 1976–1982). 1979 übernahm er zusammen mit seinem Bruder Rainer Behrend die Leitung der Berliner Vaganten Bühne, die er auch nach dem Tod Rainer Behrends von 2009 bis 2019 weiterführte.

## Quelle
- Hans-Christian Huf – Quo Vadis: Schicksalsstunden der Menschheit, Kurzbiografie Jens-Peter Behrend, S. 286, Gustav Lübbe Verlag, 1997, ISBN 3-7857-0877-7